# Chrysilla versicolor
Chrysilla versicolor är en spindelart som först beskrevs av Koch C.L. 1846.  Chrysilla versicolor ingår i släktet Chrysilla och familjen hoppspindlar. Inga underarter finns listade i Catalogue of Life.